# City Burials
City Burials es el undécimo álbum de estudio de la banda de heavy metal sueca Katatonia. El álbum continua la dirección de rock progresivo que la banda había seguido en sus álbumes recientes, a su vez regresando a la instrumentación metal de sus inicios. Para promocionar el disco se lanzaron tres sencillos: "Lacquer", "Behind the Blood" y "The Winter of our Passing".

## Historia
El álbum es el primer lanzamiento de la banda en cuatro años, desde The Fall of Hearts, y siguió a un hiato de un año en 2018. La banda justifico este descanso porque Öjersson había sido hospitalizado debido a una herida en su espalda a fines de 2017 y existían  otros asuntos sin resolver que hicieron que fuera necesario un tiempo para "re-evaluar lo que el futuro le deparara a la banda." La banda anunció su retorno en febrero de 2019. Un año después, anunciaron que estaban trabajando en City Burials y lanzaron el primer sencillo de este álbum, "Lacquer".
Hablando acerca del hiato en una entrevista, el vocalista Jonas Renkse explicó que: "Sentimos que necesitábamos recargarnos y poner las cosas en perspectiva. Básicamente, hicimos un montón de giras de álbumes previos y al final de esto, durante los últimos conciertos, creo que sentimos que estábamos bastante cansados de estar lejos de casa durante tanto tiempo. Hubo muchas razones para hacer esto, pero al final, retroceder un par de pasos para evaluar lo que quieres hacer a continuación y tener algo de tiempo libre es bastante saludable."

## Lanzamiento y promoción
El álbum fue lanzado el 24 de abril de 2020. La fecha de lanzamiento se anunció el 30 de enero junto al lanzamiento de su primer sencillo, "Lacquer". Se lanzaron dos sencillos más, junto con vídeos musicales, para las canciones "Behind the Blood", el 19 de marzo, y "The Winter of our Passing", el 22 de abril. El videoclip de este último fue animado por Constin Chiroeanu. Jonas Renkse declara que "Dejar ir lo que alguna vez fue de gran importancia, ahora se reduce a simplemente otra perdida. Hagamos una reverencia ante la llama que todos hemos desertado. Pero gracias por escuchar."

## Recepción
City Burials tuvo respuestas positivas entre los críticos musicales. Thom Jurek de AllMusic dijo "City Burials no es una reinvención, pero contiene un reenganche periódico con la dinámica de acero del heavy metal. En conjunto, sus excelentes letras y el mejor rendimiento vocal de parte de Renkse le dan energía a Katatonia, que permanece vital y creativo en su tercera década." Johnny Sharp de Louder Sound escribió una reseña detallada canción-por-canción sin puntuación. Por ejemplo, "Heart Set to Divide nos entrega un pomp-prog  lentamente construido y cargado emocionalmente que Katatonia ha incrementado perfectamente con el curso de su evolución desde los pantanos de doom metal de principios de los 90'. Pero también somos tempranamente avisados que no perdieron dientes en su edad adulta, así como Behind the Blood ruge con fuerza visceral, envuelto en crujidos, cinética calada del nuevo (relativamente) muchacho Roger Öjersson. La intensidad de la canción es luego elevando más allá con un héroe trágico azotado por el viento de un coro, terminando con una admisión dramática, 'Puedo sentirte perforando mi corazón'."

## Lista de canciones
Todas las canciones fueron escritas por Jonas Renkse.

| N.º | Título                      | Duración |  |
| 1.  | «Heart Set to Divide»       | 5:29     |  |
| 2.  | «Behind the Blood»          | 4:37     |  |
| 3.  | «Lacquer»                   | 4:42     |  |
| 4.  | «Rein»                      | 4:20     |  |
| 5.  | «The Winter of Our Passing» | 3:18     |  |
| 6.  | «Vanishers»                 | 4:56     |  |
| 7.  | «City Glaciers»             | 5:30     |  |
| 8.  | «Flicker»                   | 4:45     |  |
| 9.  | «Lachesis»                  | 1:54     |  |
| 10. | «Neon Epitaph»              | 4:32     |  |
| 11. | «Untrodden»                 | 4:29     |  |

## Personal
Katatonia
- Jonas Renkse – voz principal, producción, dirección artística
- Anders Nyström – guitarra, producción, dirección artística
- Roger Öjersson – guitarra
- Niklas Sandin – bajo
- Daniel Moilanen – batería

Otros músicos
- Anders Eriksson – coproducción de teclados, programación, edición
- Joakim Karlsson – Programación de batería adicional (pista #3)
- Anni Bernhard – coro (pista #6)

Otro personal
- Jacob Hansen – mezcla, masterización
- Daniel Liden – ingeniero
- Beech – artwork